# جان باوتشر
جان باوتشر هو سياسي كندي، ولد في 9 مايو 1962 في تروا ريفيير في كندا. حزبياً، نشط في حزب كيبيك الليبرالي. وقد انتخب عضو الجمعية الوطنية في كيبك ‏ عن دائرة Ungava (electoral district) ‏ خلال فترته النيابية ‏ (17 سبتمبر 2014 – 23 أغسطس 2018).